# 梁嘉靜
梁嘉靜（葡萄牙語：Leong Ka Cheng），澳門公務員，地球物理暨氣象局前副局長 。

## 簡歷
梁嘉靜在國立臺灣師範大學取得物理學系理學學士學位，在中山大學取得氣象學系碩士學位，並且在北京大學取得公共管理碩士。1994年，獲馮瑞權招聘，加入澳門氣象台。1995年開始任職氣象台高級技術員，1998年獲委任為氣象台氣象監察中心主任，2005年為氣象局航空氣象中心主任，2007年為氣象局處長，在2013年成為該局副局長。
2017年8月24日，前局長馮瑞權宣布請辭並且獲得核准，氣象局局長有關職權由梁嘉靜暫任。
2017年8月25日至9月19日，梁嘉靜出任代局長，並出席了多場有關熱帶氣旋影響澳門的新聞發佈會。 
2018年2月，梁嘉靜申請辭任地球物理暨氣象局副局長一職，並獲時任局長譚偉文批准，於3月1日生效。其後，她將會返回首席顧問氣象高級技術員的職位任職。

## 氣象局亂象

### 涉及濫權
2016年8月，颱風妮妲襲澳，氣象局被批評掛風球及訊息發布失誤，在澳門地區已錄得超過63km/h風速的情況下仍沒有發出8號風球。該局前任及現職員工表示局內行政混亂，指出自從副局長梁嘉靜在2012年上任後，4名人員先後以「個人理由」辭任主管職務，導致局內多數主管職位長期懸空，當局又曾以「自動化」為由，欲扣減前線員工人手，又指派一名只有中學學歷、能力不足的技術員，擔任航空氣象中心代主任。局長馮瑞權及副局長梁嘉靜被指控「刻意投閒置散大批具一定年資、工作經驗的高級技術員，並對異見員工作不公平的紀律處分」。
2017年，廉政公署於《2016澳門廉政公署工作報告》中披露氣象局局長馮瑞權於2014年將部分權限轉授予該局副局長梁嘉靜，包括「批准假期」、「超時或輪班工作」等「轉授予」梁嘉靜，但是轉授權的批示並未依法得到上級確認及在《公報》上公佈，有行政違法之嫌。馮瑞權承認曾簽署有關批示，解釋旨在釐清副局長權限，而非授權。廉署對馮瑞權上述講法表示感到詫異：「無論是內容還是形式，該內部批示皆為典型的轉授權批示，普通人從字裡行間也能得出局長透過該批示將權限轉授予副局長的結論」，當局又指馮瑞權亦曾於2000年和2012年作出過類似的轉授權批示，同樣未依法得到上級確認及在《特區公報》上公佈，認為馮瑞權發批示本身已構成行政違法，而副局長依據有關批示所作出的決定亦屬違法。
廉署指出，公共部門面對監察機關的調查或公眾、傳媒的質疑，應該抱着實事求是的態度，該解釋的解釋、該澄清的澄清，但當事實清晰、證據確鑿時，若繼續堅持己見、拒不認錯，甚至託辭狡辯，不僅無法及時糾正錯誤，而且會耗費行政資源。因氣象局一直否認事實，導致廉署前後索取了超過八百頁的文件，花費了八個月才完成調查。

### 在氣象局天台設「風水陣」
2016年，有自稱前氣象局員工的網民在臉書發言指出梁嘉靜極為迷信，她在局內設「風水陣」，又佩戴法器及承認有「養鬼仔（養小鬼）」，不時要「小鬼」幫她做事。該名網民附上照片，指在2009年7月22日出現日偏食，梁嘉靜在氣象局天台擺放「椰子法器陣」，另有照片反映她將相關「法器」製成頸鍊掛在身上。該網民說梁嘉靜曾表示「用同事的弱點來管理，如知同事等錢養家，就唔畀佢番更，同佢講賺少啲，控制佢哋收入（利用同事的弱點來管理，如果知道有同事缺錢養家，就不讓他輪班工作，不讓他們賺取更多薪金，以控制他們的收入）」。該網民稱，梁嘉靜曾表示自己在澳門出售佛牌，月賺幾十萬，不在乎氣象局的收入」。有立法會議員指出，氣象局近年管理混亂，內部有人搞小圈子打壓異己。
2016年10月21日颱風海馬襲澳，氣象局的處理手法受到市民、立法會多名議員及各界人士的批評，當中議員高天賜在立法會口頭質詢大會上時出示一張早前在網上流傳梁嘉靜在氣象局天台放置的「風水陣」照片，問：「氣象局的專業設備，包不包括這樣東西？」。
2017年10月，廉政公署調查氣象局颱風預報程序的報告指出，在調查中難以確認「養鬼仔」是否屬實抑或謠傳，但是廉署接觸的氣象局工作人員皆表示有關傳聞在局內流傳甚廣、人所皆知，加上梁嘉靜平時的某些行為舉止，的確會令人尤其是通宵值班的同事感到不安。廉署表示，宗教自由是居民的基本權利，但是個人的宗教信仰不能同公共機構的管理相混淆，不應將宗教儀式以及宗教活動帶到工作環境之中，從而對同事的心理及部門的運作產生影響。另外，對於前局長馮瑞權表示沒有看過網絡上有關的帖子和消息，所以沒有調查傳聞是否屬實，廉署指出，作為氣象局的最高領導，不能對影響部門運作的傳聞視而不見、不聞不問，迴避問題會對部門的專業形象和公信力帶來嚴重影響。

### 無視工作人員提醒及各項氣象預測
超強颱風天鴿重創澳門，社會歸咎氣象局預警不足，加上廉署報告揭發氣象局的多項管理弊端。中院就前氣象局長馮瑞權的司法上訴中頒下判詞，披露紀律程序的預審報告，當中顯示馮瑞權、前氣象局副局長梁嘉靜以“此通報不屬他們的責任”反駁指控，認為二人被動及不稱職的態度並不能予以容忍，違反熱心義務。
中院預審員的報告中顯示，早於2017年8月22日晚上8時，根據日本氣象廳預測，澳門於8月23日下午一時的潮汐和風暴潮疊加高度為4.9米；香港天文台預測為4.5米；中央氣象台（北京）於8月22日下午5時預測為4.8米。

#### 稱天鴿“冇風”擅自離開
2017年8月23日早上6時半，梁嘉靜對着雷達圖表示“這個大眼仔無風的”，不需增加人員幫忙，之後便離開了預報中心。氣象處長曾與前線同事商討有關風暴潮警告的發出，獲回覆稍後再看情況而定。
觀乎各種事實，馮瑞權、梁嘉靜在面對一個不尋常、罕見的現象時，用了正常及日常的方式行事，並過份信任其自身及個人或工作經驗，但二人應該在知識上持有最謙遜的態度，尤其是在氣象局前線工作人員給予提醒、擁有日本氣象廳預測模式所生成的預測，以及8月23日早上的“天鴿”演進的實際情況下，二人不但沒有特別主動和未雨綢繆，反而局限於見步行步的狀態，採取的行為在職務上有所失調並可受紀律譴責。

#### 行為妨礙水浸預警
中院預審員報告指出，該案中，馮瑞權、梁嘉靜在面對前述風暴潮現象時所作出的行為，似乎明顯顯示存有嚴重過錯，而非單純的疏忽。
事實上，二人儘管擁有數據及資訊的情況下，仍維持第二級/紅色風暴潮的警告，白白將情況拖延至水位真正達到第三級/黑色警告的水平，妨礙了水浸預警的有效效果。認為二人的被動及不稱職的態度並不能予以容忍，因此，可以說，他們的行為存有嚴重過錯。

### 紀律處分
2018年4月11日，澳門特區政府公布包括梁嘉靜等人在內的紀律調查結果，在有關的紀律程序中，預審員向行政長官提交的報告結論指出，梁嘉靜及前任氣象局局長馮瑞權在2017年颱風天鴿襲澳期間因有過錯未以有效方式執行職務，須負上紀律責任，決定執行紀律處分，停職130天；馮瑞權則被中止支付退休金4年